# Pushin Forward Back
«Pushin Forward Back» es una canción de la banda estadounidense de grunge Temple of the Dog. La letra fue escrita por el vocalista Chris Cornell y la música fue coescrita por el bajista Jeff Ament y el guitarrista Stone Gossard, "Pushin Forward Back" lanzada en 1991 como el tercer y último sencillo del único álbum de estudio de la banda, Temple of the Dog (1991).

## Origen y grabación
La letra de Pushin' Forward Back fue escrita por Chris Cornell y la música coescrita por el bajista Jeff Ament y el guitarrista Stone Gossard. Esta es una de las cuatro canciones del álbum en las que el Eddie Vedder canta los coros.

## Lanzamiento y recepción
"Pushin Forward Back" fue lanzada como sencillo en vinilo en 1991 para promover el álbum. David Fricke de la revista Rolling Stone dijo, "'Pushin Forward Back' es buen tema de hard rock 'construido a partir de influencias de Led Zeppelin y el relámpago de doble guitarra de Alice Cooper... Cuando Vedder se une Cornell en los coros de Pushin Forward Back, sus armonías prácticamente sangran con necesidad".

## Interpretaciones en vivo
"Pushin Forward Back" fue interpretada en vivo por primera vez el 13 de noviembre de 1990 en Seattle, Washington en el Off Ramp Café. Cornell agregó "Pushin Forward Back" a su set de temas en vivo en solitario en 2007.

## Lista de canciones
Todas las canciones compuestas por Chris Cornell, excepto donde se indique:
1. «Pushin Forward Back» (Jeff Ament, Stone Gossard, Cornell) – 3:44
2. «Hunger Strike»  – 4:03
3. «Your Saviour»  – 4:02